# Helmkop
De helmkop, ook wel Chileense helmkop (Calyptocephalella gayi) is een pad- achtige kikker uit de familie Calyptocephalellidae. De soort werd voor het eerst wetenschappelijk beschreven door André Marie Constant Duméril en Gabriel Bibron in 1841. Oorspronkelijk werd de wetenschappelijke naam Lacerta caudiverbera gebruikt. Het geslacht Lacerta wordt tegenwoordig tot de hagedissen gerekend.
Het is de enige soort uit het geslacht Caudiverbera. De soort werd vroeger tot de familie fluitkikkers (Leptodactylidae) werd gerekend. Tot 2006 stond de soort bekend onder de wetenschappelijke naam Caudiverbera caudiverbera.

## Uiterlijke kenmerken
De kleur is groen tot bruin, met vele grote en langwerpige wratachtige klierbulten over de gehele rug, niet op de kop. De ogen staan wat meer naar boven gericht wat duidt op een aquatische levenswijze. De kikker kan uitzonderlijk groot worden, de mannetjes worden 12 tot 16 centimeter romplengte , vrouwtjes kunnen meer dan 32 cm lang worden. De Chilenen noemen deze vraatzuchtige en agressieve kikkers ook wel springkrokodillen, vanwege hun fanatieke jaaggedrag en formaat. Het voedsel bestaat naast ongewervelden uit alles wat in de bek past, waaronder vissen, vogels en kleine zoogdieren.

## Algemeen
De helmkop is endemisch in Chili, en komt mogelijk ook voor in Argentinië. Het is een bodem bewonende soort die voor de voortplanting afhankelijk is van oppervlaktewater als vijvers en poelen. In centraal Chili gaat de soort achteruit, in het zuiden lijken de populaties stabiel. De soort is aangetroffen op hoogtes tussen zeeniveau en 500 meter boven zeeniveau.